# Complement de l'adjectiu
El complement de l'adjectiu és una funció sintàctica tradicional consistent a complementar un adjectiu per ampliar o especificar el seu significat (i per tant forma part del sintagma adjectival). De la mateixa manera que altres complements no verbals, com ara el complement del nom o de l'adverbi, no es defineix pel que és sinó sols per a qui complementa. Les estructures majoritàries són un sintagma nominal, un sintagma preposicional o un adverbi, tot i que es pot donar en tota una oració o amb altres categories gramaticals. Un exemple en català seria la frase "No és capaç d'una cosa així". Aquest element acostuma a ser un sintagma preposicional, com a "boig de ràbia" o "capaç d'això i molt més" tot i que una frase completa ("està orgullosa que l'hagin cridat a l'entrevista") o altres estructures poden ocupar aquest espai estructural, com per exemple un adverbi (algunes gramàtiques consideren que aquesta funció és la de modificador). El fet que un adjectiu admeti aquests complements és fruit del seu caràcter híbrid entre el participi del verb i el nom, és a dir, de la seva capacitat de ser nucli d'estructures complexes.